# معماری کلاسیک
معماری کلاسیک گونه‌ای از معماری است که از عناصر برگرفته از معماری دوران کلاسیک روم و یونان تشکیل شده‌است. سبک‌های معماری زیادی از معماری کلاسیک الهام گرفته‌اند و این مسئله باعث شکل‌گیری باززنده سازی‌هایی مثل معماری نئوکلاسیک از میانه قرن ۱۹ و باززنده‌سازی یونانی قرن ۲۰ شد.
اکثر سبک‌های معماری که پس از رنسانس در اروپا زاده شده‌اند می‌توانند معماری کلاسیک محسوب شوند. این تعبیر گسترده از این اصطلاح توسط جان سامرسون در کتاب زبان کلاسیک معماری به کار گرفته شده‌است.
عناصر معماری کلاسیک در زمینه‌های معمارانه متفاوتی نسبت به زادگاه اصلیشان به کار گرفته شده‌اند. شیوه‌های کلاسیک – دوریک، یونیک و کرنتین - که در معماری سبک گرای قرن ۵ پیش از میلاد یونان معنی دارند در معماری قرن اول گال‌ها دوباره به کار گرفته می‌شوند و از آن زمان بارها و بارها تجدید شده‌اند.

## چگونه می توانیم یک خانه به سبک کلاسیک طراحی کنیم؟
وقتی می‌خواهید یک فضای کلاسیک طراحی کنید، باید به خاطر داشته باشید که در این سبک طراحی، نمی‌توانید ویژگی‌ها و المان‌های یک دوره یا سال خاص را به طور محدود در خانه خود جلوه دهید. بلکه باید از ترکیبی از دوره‌ها و سبک‌های مختلف استفاده کنید و از ابزارها و سازه‌های مدرن نیز بهره ببرید تا یک فضای کلاسیک شکیل و زیبا را ایجاد کنید. طراحی داخلی کلاسیک، علیرغم قدمتش، یکی از روش‌های مدرن طراحی است و با گذشت زمان، مفهوم و اجرای آن تغییر کرده و تکامل یافته است. این سبک طراحی به یک دوره خاص محدود نیست و می‌توانید با دقت و ذوق آن را به هر شکل دلخواه خود تطبیق دهید.

سبک کلاسیک در طراحی، دارای یک تاریخچه فرهنگی بسیار غنی و خاص است که اغلب با تمایلات مصرف‌کننده همراه می‌شود. گاهی اوقات، طراحان عناصر طراحی را در کنج مدرنیته قرار می‌دهند و شکلی جدید طراحی می‌کنند و به آن معنای خاصی می‌بخشند. این توانایی آمیختن با سایر اشکال طراحی در حالی که ماهیت اصلی خود را حفظ می‌کند، سبک کلاسیک را بی‌انتها، ظریف و منحصر به‌فرد نگه داشته است. در دوره‌های طراحی داخلی و دکوراسیون به سبک کلاسیک، به ویژگی‌های هر جزء به طور دقیق توجه می‌شود.

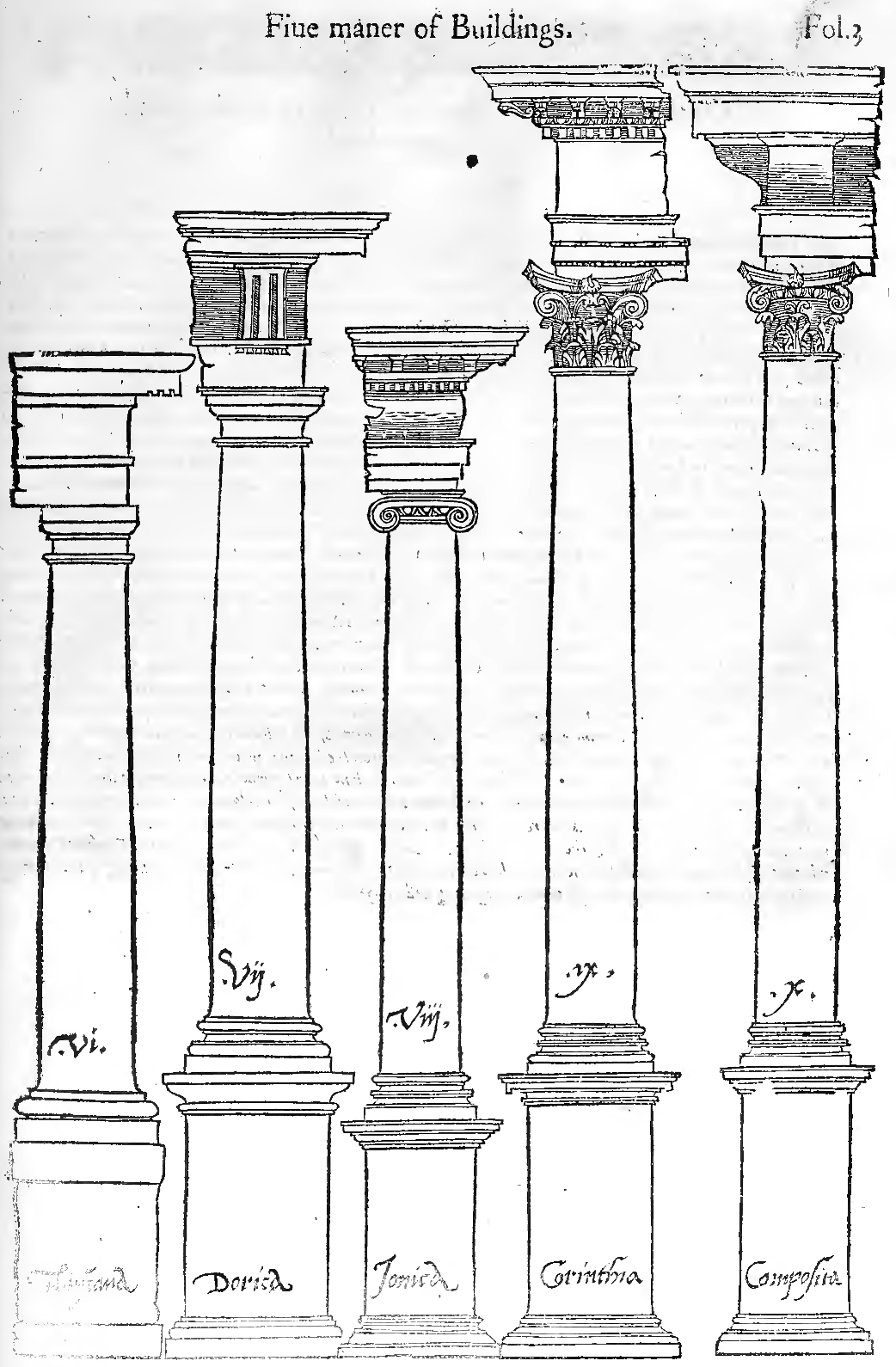
قانون نظام‌های کلاسیکِ سباستیانو سرلیو
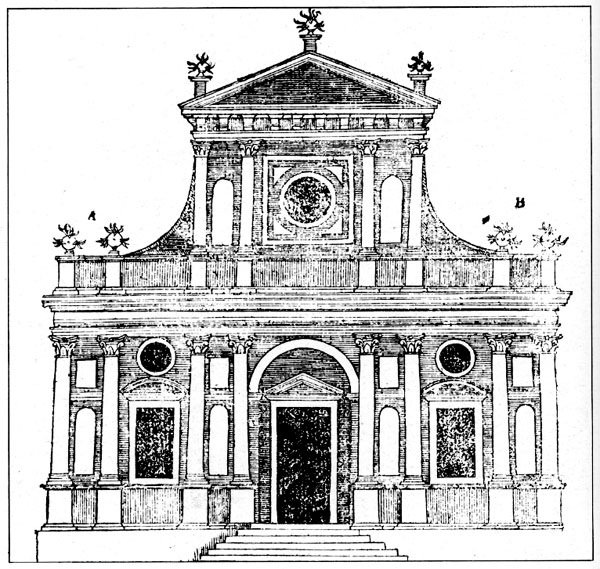
مدل سرلیو برای نمای کلیسا
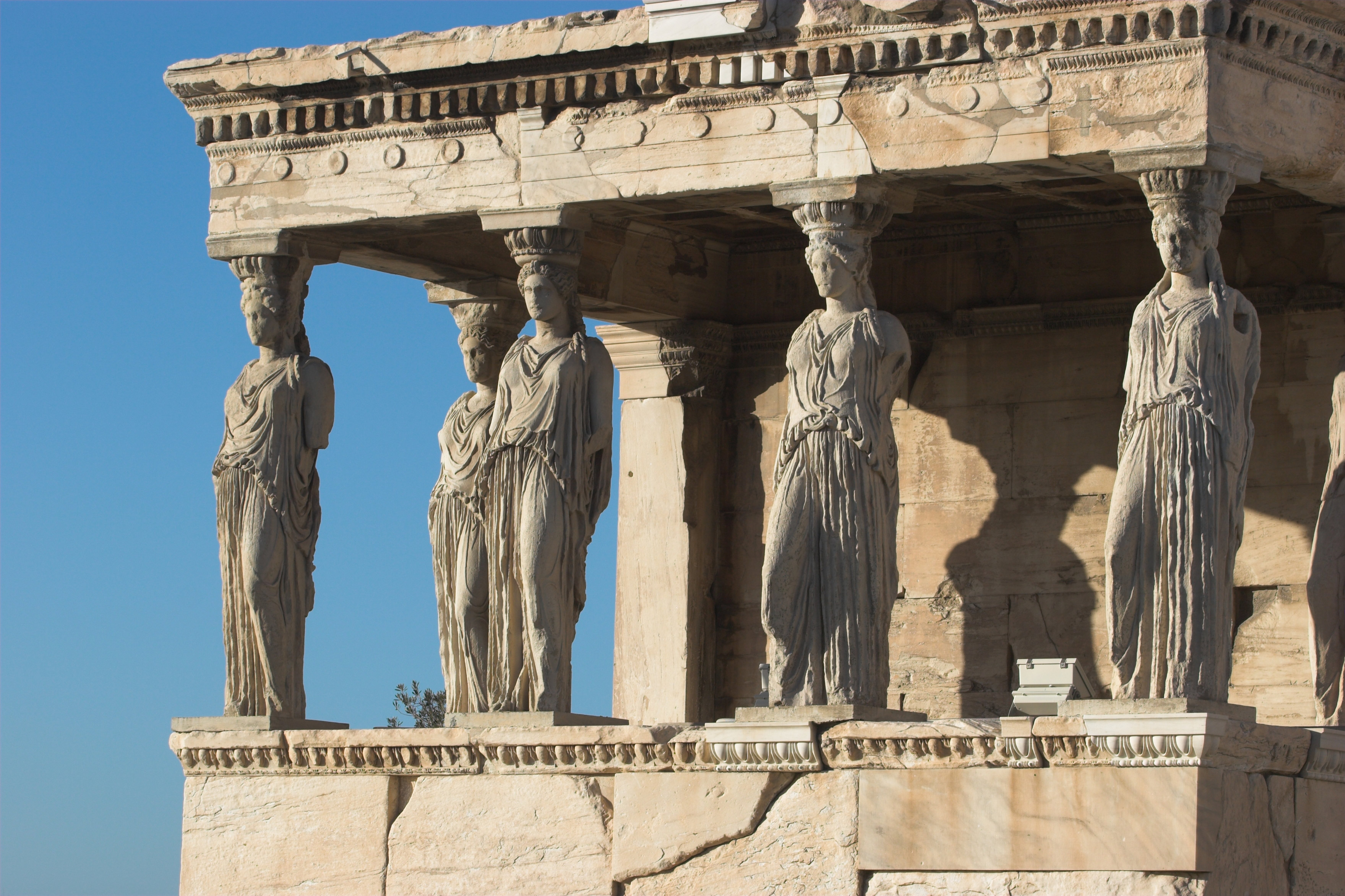
ستون زن پیکر یا Caryatid، یکی از عناصر معماری یونان باستان که بعدها در معماری کلاسیک به کار گرفته شد.
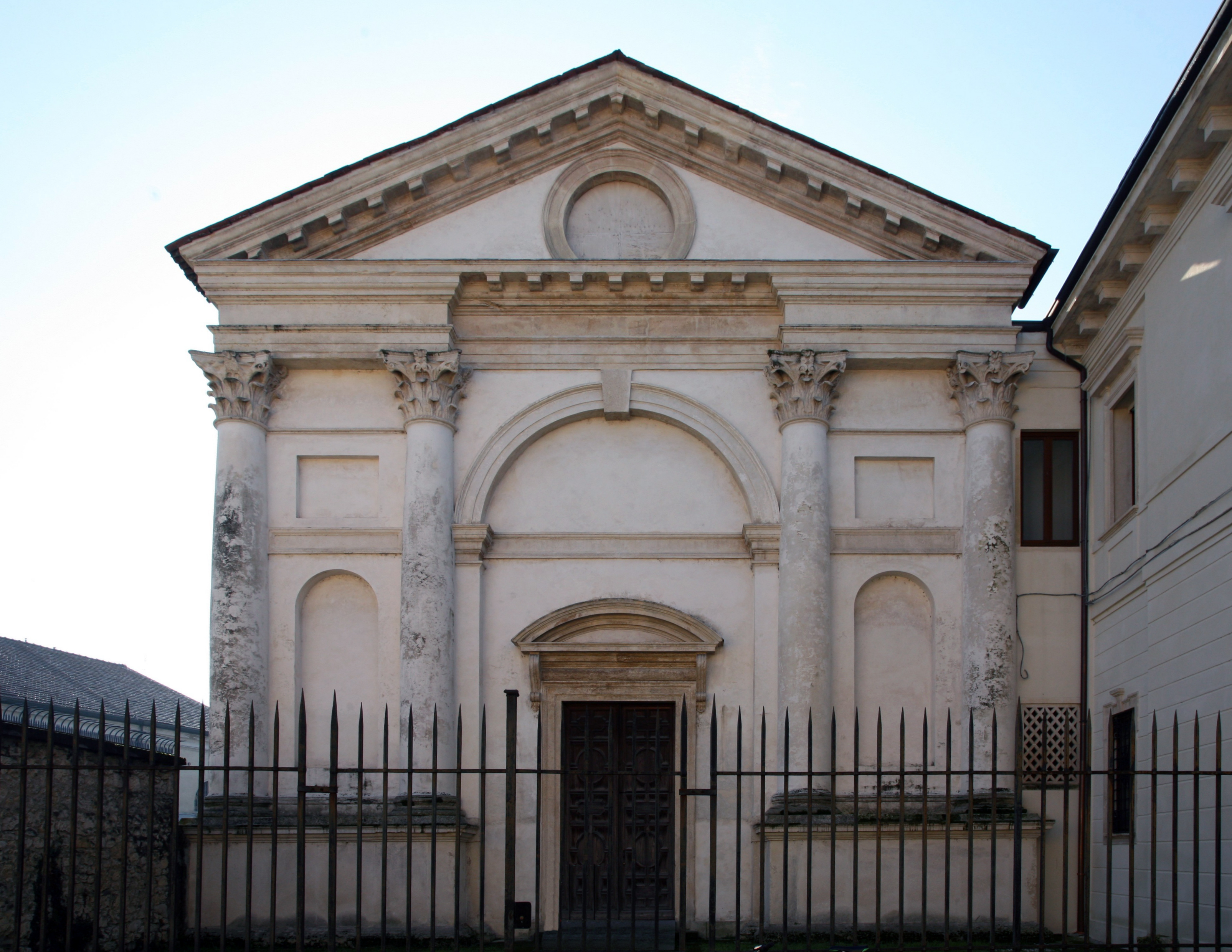
نمای کلیسای سانتا ماریا نووا که توسط معمار رنسانسی آندرآ پالادیو در خلال سال‌های ۹۰-۱۵۷۸ طراحی شده‌است.